# Moville (Iowa)
Moville – miasto w Stanach Zjednoczonych, w stanie Iowa, w hrabstwie Woodbury. Zgodnie ze spisem statystycznym z 2000 roku, miasto liczyło 1583 mieszkańców.